# بود باستر
بود باستر (بالإنجليزية: Budd Buster)‏ هو ممثل أمريكي، ولد في 14 يونيو 1891 في كولورادو سبرينغس في الولايات المتحدة، وتوفي في 22 ديسمبر 1967 في لوس أنجلوس في الولايات المتحدة.

## وصلات خارجية
- بود باستر على موقع IMDb (الإنجليزية)
- بود باستر على موقع قاعدة بيانات الفيلم (الإنجليزية)